# Carmooyin
Carmooyin este un oraș din regiunea Sanaag, Somalia.